# Ngoi
Ngoi (Solanum verbascifolium hay Solanum erianthum) còn gọi là La, La rừng, Cà hôi, Cà lông, Cà hoa lông, Chìa bôi, chìa vôi, Phô hức, Cây khoai tây, Cà Mullein, Cà nhung, Salavadora là một loài thực vật có hoa thuộc chi Cà (Solanum) và họ cùng tên (Solanaceae).

## Phân loài
Cây Ngoi có tên khoa học là S. verbascifolium hay S. erianthum. Nó thuộc phân chi của chi Cà gọi là Brevantherum.. Tên khoa học erianthum bắt nguồn từ các từ của tiếng Hy Lạp là ἔριον (erion), có nghĩa là "len", ám chỉ lớp lông nhung mịn giống như len phủ trên cây và ἄνθος (anthos), có nghĩa là hoa - điều này có nghĩa là hoa của cây Ngoi có phủ nhiều lông nhung.

## Mô tả
Ngoi là một cây bụi thường xanh có tốc độ sinh trưởng nhanh. Cây cao 2–8 m (6,6–26,2 ft), thân thẳng có vỏ màu nâu, trơn, đường kính 2–5 cm (0,79–1,97 in), nhánh lá phủ nhiều lông len hình sao. Lông cũng bao phủ nhiều bộ phận khác của cây như quả, lá, đầu cành và cuống lá, khi vò tỏa ra mùi nhựa đường. Tán cây xòe rộng và dẹt ở ngọn cây. Gỗ mềm và dòn, dễ vỡ nhưng thân cành cũng đủ khỏe cho các loài chim như chachalaca. Rễ vò nhuyễn sinh ra mùi phảng phất như mùi khoai tây luộc. Lá đơn, mọc đối, hình trái xoan, dài 12–37 cm, rộng 6–11 cm, thuôn nhọn ở 2 đầu, khi vò tỏa ra mùi hương như mùi hồng bì, cuống dài 2-5mm. Cụm hoa hình xim, phân thành hai ngả, mọc ở đầu cành hay kẽ lá, và có đường kính 1,1–1,8 cm (0,43–0,71 in), mang nhiều hoa lưỡng tính. Hoa mẫu năm, hình chuông tràng màu trắng, xẻ thành năm thùy, mỗi hoa có 5 nhị mang bao phấn màu vàng, bộ nhụy gồm 2 lá noãn dính nhau tạo thành bầu trên, 2 ô, mỗi ô nhiều noãn. Quả mọng màu vàng khi chín, đường kính 1–1,2 cm (0,39–0,47 in), chứa nhiều hạt có nhiều vân mạng đường kính 1–2 mm. Quả được nhiều loài chim và gặm nhấm ưa thích, góp phần đáng kể cho việc phát tán hạt cây đi nhiều nơi. Mùa hoa tháng 3-6, quả 7-10.

## Phân bổ
Ngoi là loài bản địa ở châu Mỹ, cụ thể là ở những khu vực phía Nam của Hoa Kỳ lục địa (nam Florida và Thung lũng Rio Grande tại Texas), Bahamas, México, Trung Mỹ, vùng Caribê, và phía Bắc của Nam Mỹ, bao hàm cả quần đảo Galápagos. Nó được tin rằng đã được đưa vào Philippines bởi người Tây Ban Nha vào thế kỷ 16, từ đó phân tán ra khu vực Malesia, Úc và lục địa châu Á. Nó cũng có thể được du nhập vào Tây Phi từ vùng Caribê thông qua việc buôn bán nô lệ châu Phi. Tuy nhiên nó không hiện hữu ở phần lớn khu vực Nam Mỹ. Hiện nay, cây được đánh giá là có phạm vi phân bổ khắp các miền nhiệt đới trên trái đất. Tại Việt Nam cây mọc hoang ở nhiều nơi, thường gặp rải rác ở bãi đất hoang, bụi rậm, ven rừng; có nhiều ở các tỉnh phía Bắc như Hà Giang, Cao Bằng, Hòa Bình, Lạng Sơn và cả Hà Nội.
Cây mọc ở nhiều độ cao khác nhau từ ngang mực nước biển cho tới độ cao 1.500 m (4.900 ft) ở nhiều loại môi trường và ổ sinh thái khác nhau, bao gồm vùng ven sông, rừng khô, và rừng ẩm. Nó thường mọc ở những nơi có nhiều nhiễu loạn về mặt điều kiện môi trường tỉ như vệ đường, cánh đồng, và đất hoang - đôi khi bị xem là loài thực vật xâm hại. Ngoi có khả năng tốt trong việc chiếm lĩnh những khoảng rừng trống xảy ra sau khi một cây lớn bị ngã đổ và cũng là một loài tiên phong, có khả năng nhanh chóng chiếm lĩnh khu đất bạc màu, thoái hóa tại các vùng mỏ cũ.

## Công dụng

### Y học

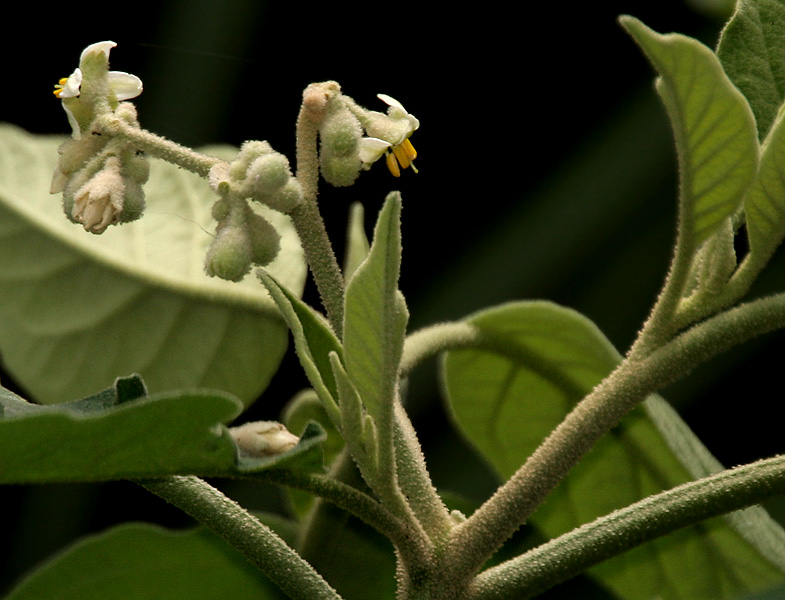
Hoa Ngoi.

Ngoi có vị đắng cay, tính ấm, có tác dụng thanh nhiệt, tiêu sưng viêm, giảm đau, thu liễm, sát khuẩn. Thành phần hóa học chứa salasonin, solamaegin, salosodin (0,26%), solaverbascin (0,01%), solaverin I,II, III, solaverol A, B. Lá Ngoi còn chứa flavonoit, tinh dầu (chủ yếu là carryophylen và germacren D). Một số chất hóa học phân lập được từ thân Ngoi là dẫn chất cinnamit, N(p-hydroxyphenylethyl) p- coumaramtd và axit vanillic. Ngoài ra, glycoalcaloid từ cây Ngoi (0,37% trong lá) có tác dụng chống oxy hóa, bảo vệ gan, chống viêm cấp. Các flavonoit trong lá Ngoi có tác dụng kháng vi khuẩn gram dương và kháng các loài nấm Aspergillus flavus, Candida albicans.
Theo các nghiên cứu thực nghiệm, cao chiết toàn phần bằng ethanol 400 từ lá cho kết quả gây độc liều LD50 là 185g dược liệu/kg thể trọng động vật thí nghiệm. Phân đoạn glycoalcaloitTP có hoạt tính chống oxy hóa tốt nhất 31,49%, còn phân đoạn ethyl acetat có hoạt tính chống oxy hóa 22,92%. Đồng thời phân đoạn glycoalcaloidTP và phân đoạn nước còn lại (liều tương đương 10g dược liệu/kg thể trọng/ngày) có tác dụng chống viêm cấp. Tác dụng mạnh nhất ở thời điểm sau khi gây phù 3 giờ và 4 giờ. tHí nghiệm trên ruột chuột lang cô lập cho thấy Phân đoạn glycoalcaloidTP và phân đoạn nước còn lại ở nồng độ 0,15% và 0,30% đều có tác dụng tăng trương lực cơ. Phân đoạn ethyl acetat có tác dụng giãn trương lực cơ.
Trong dân gian, lá cây được dùng đắp ngoài chữa sưng viêm, mưng mủ, ung nhọt lở loét, vết rắn cắn, té ngã tổn thương, lòi dom, khí hư ở phục nữ, tiểu đục, làm thuốc điều kinh và chứng rối loạn niệu đạo. Nước rễ sắc uống chữa đau dạ dày, phong thấp tê bại, bệnh bạch cầu mạn tính. Tuy nhiên, do có chứa độc tính, lá Ngoi có thể gây sẩy thai và vì vậy không dùng cho phụ nữ mang thai. Tại Trung Quốc, đôi khi Ngoi được dùng để chữa sang thủng độc, thấp sang đau lưng, gãy xương, ngoại thương cảm nhiễm, phong thấp tê đau, đòn ngã ứ đau, ngoại thương xuất huyết, tiêu chảy ở trẻ em, sa tử cung. Ở Ấn Độ, Ngoi được sấy khô, tán bội, khi dùng thì thêm nước tạo thành bột nhão để đắp trị viêm ngoài da và chữa bỏng lửa. Ở Malaysia, toàn cây Ngoi được dùng nấu nước tắm cho phụ nữ sau khi sinh đẻ. Lá tươi hơ nóng, hoặc giã nát đắp lên hai thái dương chữa nhức đầu. Nước sắc của rễ uống trị rối loạn tiêu hóa sau bữa ăn hoặc các cơn đau dữ dội trong người. Ở Papua New Guinea, cây uống trị đau dạ dày, dùng ngoài trị ngứa da và phát ban. Ở quần đảo Solomon, dịch ép lá dùng làm nước súc trị đau miệng. Trong thú y, lá Ngoi thái nhỏ để nhỏ vào lỗ mũi ngựa trị sổ mũi.

### Lĩnh vực khác
Lá Ngoi được sử dụng ở Philippines để tẩy dầu mỡ ra khỏi chén dĩa. Quả Ngoi có độc đối với người, có thể gây ra các chứng nhức đầu, vọp bẻ, nôn mửa, tuy nhiên nó cũng là một thành phần thường thấy trong một số trong món ăn Đông Nam Á. Trong ẩm thực Nam Ấn Độ, quả Ngoi là một thành phần của cà ri. Cây Ngoi cũng được dùng làm thuốc độc tẩm mũi tên tại các quốc gia châu Á vùng nhiệt đới. Tại các nước vùng Caribê cây được trồng làm cảnh hoặc dùng làm cây tạo bóng râm cho các loại cây cà phê sinh trưởng trong bóng râm.